# Большая Сукхавативьюха сутра

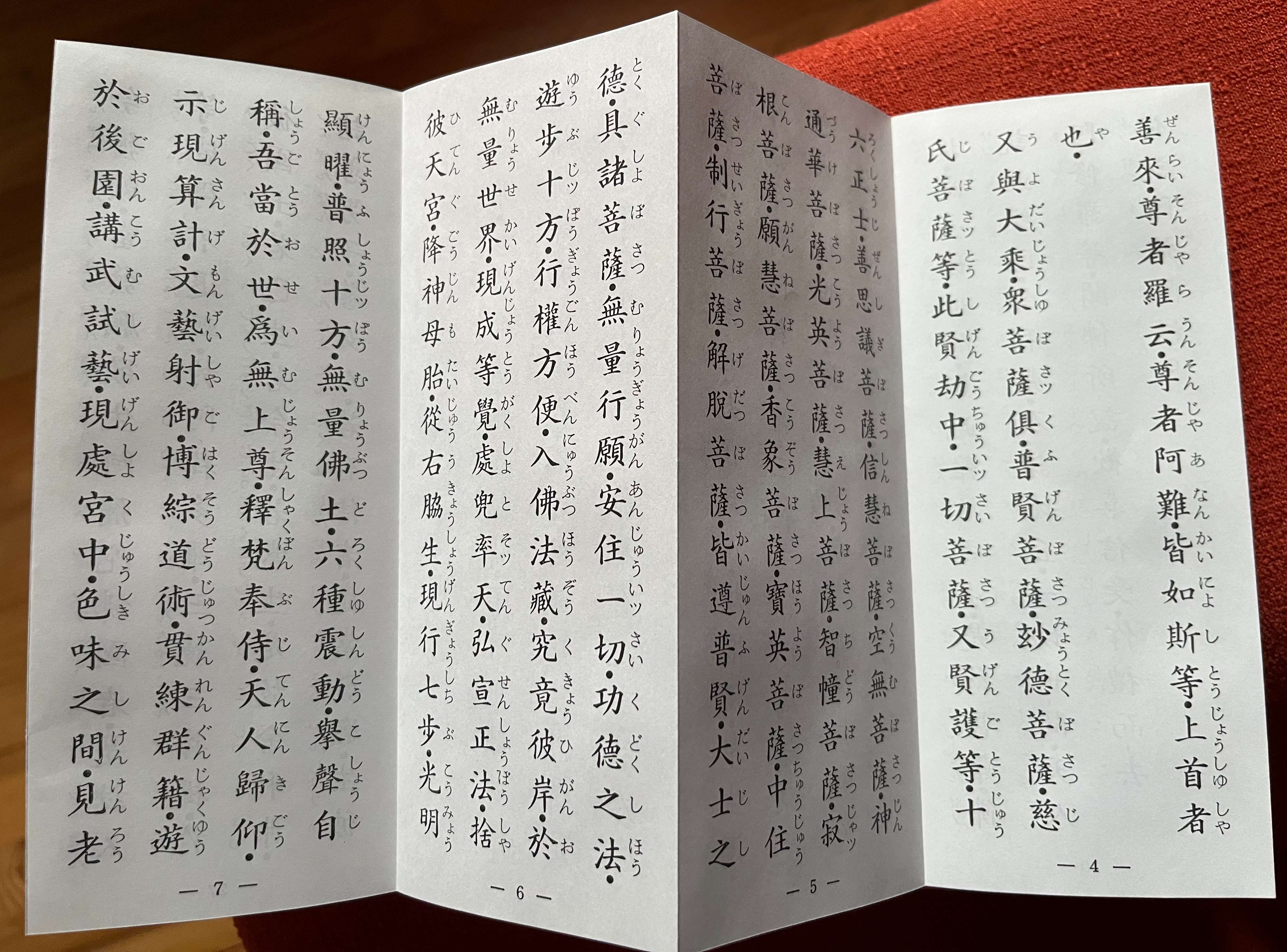
Книга сутр, показывающая отрывки из «Большой Сукхавативьюхи сутра». Получена из храма Ниси Хонган-дзи в Киото, Япония.

«Большая Сукхавативьюха сутра» — буддийский канонический текст, посвящённый культу Будды Амитаюса (Амитабхи). Наряду с «Малой Сукхавативьюха сутрой» и «Амитаюрдхьяна сутрой», этот текст входит в состав «Трёхчастного канона Чистой земли» (кит. Цзинту сань бу цзин 淨土三部經) — собрания сутр, которое составляет доктринальную основу учения буддийской школы Чистой земли, исторически являющейся наиболее массовым и популярным направлением дальневосточного буддизма. По-японски называется «мурёдзюкё» (無量寿経).

## Санскритская версия
Санскритский текст «Большой Сукхавативьюха сутры» сохранился в Японии. Имеется его полный английский перевод, опубликованный М. Мюллером.

## Китайские переводы и пересказы

### Двенадцать канонических переводов
Традиционно насчитывается двенадцать канонических переводов «Большой Сукхавативьюха сутры» на китайский язык, семь из которых утрачены, а пять сохранились до наших дней и входят в современные издания Трипитаки:
| №  | Русское название | Китайское название                                                                                                  | Объём в цзюанях | Переводчик              | Эпоха перевода             | Статус      |
| -- | --- | --- | --------------- | ----------------------- | -------------------------- | ----------- |
| 1  | Сутра Амитаюса | Уляншоу цзин 無量壽經                                                                                               | 2               | Ань Шигао 安世高        | Восточная Хань             | Утрачена    |
| 2  | Проповедованная Буддой сутра [обрётшего] неомрачённую чистоту, ровно и равно пробудившегося Амитаюса | Фо шо Улян цин цзин пин дэн цзюэ цзин 佛說無量淸淨平等覺經                                                          | 4               | Чжи Локакшема 支婁迦讖  | Восточная Хань             | Сохранилась |
| 3  | Проповедованная Буддой сутра [о том], [как] Равно-совершенно пробудившийся-самьяксамбудда, Истинно пробудившийся-сарвабудда Амитабха полностью выводит [рождённых] на пути людей [из круговорота рождения и смерти] | Фо шо Амито Саньесаньфо Салоуфотань го ду жэнь дао цзин 佛說阿彌陀三耶三佛薩樓佛檀過度人道經                        | 2               | Чжи Цянь 支謙           | У                          | Сохранилась |
| 4  | Проповедованная Буддой сутра Амитаюса | Фо шо Уляншоу цзин 佛說無量壽經                                                                                     | 2               | Кан Сэнкай 康僧鎧       | Цао Вэй                    | Сохранилась |
| 5  | Сутра [обрётшего] неомрачённую чистоту, ровно и равно пробудившегося Амитаюса | Улян цин цзин пин дэн цзюэ цзин 無量淸淨平等覺經                                                                    | 2               | Бо Янь 帛延             | Цао Вэй                    | Утрачена    |
| 6  | Сутра Амитаюса / Сутра [обрётшего] неомрачённую чистоту, ровно и равно пробудившегося Амитаюса | Уляншоу цзин 無量壽經 / Улян цин цзин пин дэн цзюэ цзин 無量淸淨平等覺經                                            | 2               | Чжу Фаху 竺法護         | Западная Цзинь             | Утрачена    |
| 7  | Сутра Достигшего истины, Равно-совершенно пробудившегося Амитаюса / Cутра о радостях земли Будды, [именуемой] Радостная / Сутра о земле Будды, [именуемой] Сукхавати                                                | Уляншоу Чжи чжэнь Дэн чжэн цзюэ цзин 無量壽至眞等正覺經 / Лэ Фо ту лэ цзин 樂佛土樂經 / Цзилэ Фо ту цзин 極樂佛土經 | 1               | Чжу Фали 竺法力         | Восточная Цзинь            | Утрачена    |
| 8  | Вновь [переведённая] сутра Амитаюса | Синь Уляншоу цзин 新無量壽經                                                                                        | 2               | Буддхабхадра 佛陀跋陀羅 | Восточная Цзинь или Лю Сун | Утрачена    |
| 9  | Вновь [переведённая] сутра Амитаюса | Синь Уляншоу цзин 新無量壽經                                                                                        | 2               | Ши Баоюнь 釋寶雲        | Лю Сун                     | Утрачена    |
| 10 | Вновь [переведённая] сутра Амитаюса | Синь Уляншоу цзин 新無量壽經                                                                                        | 2               | Дхармамитра 曇摩蜜多    | Лю Сун                     | Утрачена    |
| 11 | Собрание Так пришедшего Амитаюса | Уляншоу Жу лай хуэй 無量壽如來會                                                                                    | 2               | Бодхиручи 菩提流志      | Тан                        | Сохранилась |
| 12 | Проповедованная Буддой сутра Великой колесницы о могуществе и величии Амитаюса | Фо шо Да чэн Уляншоу чжуан янь цзин 佛說大乘無量壽莊嚴經                                                            | 3               | Фасянь 法賢             | Сун                        | Сохранилась |

Пять сохранившихся до нашего времени канонических китаеязычных версий «Большой Сукхавативьюха сутры» (№№ 2, 3, 4, 11, 12) довольно ощутимо различаются между собой составом текста и редакцией отдельных эпизодов. Наиболее популярной и известной среди них является версия Кан Сэнкая (№ 4). Именно она входит в «Трёхчастный канон Чистой земли» — собрание трёх канонических текстов, пользовавшихся особым почитанием в школе Чистой земли. Значимость этой сутры обусловлена тем, что в ней, в частности, содержится перечисление сорока восьми обетов Будды Амитаюса, главным среди которых считается восемнадцатый, называемый «основным обетом»: 
«Когда я обрету [состояние] Будды, то, если [обитающие] в десяти направлениях живые существа всем сердцем [исполнятся] веры и радости, возжелают родиться в моей стране и [свершат] хотя бы десять памятований [обо мне], [но] не родятся [в моей стране] — да не достигну [я] совершенного пробуждения».
 Этот обет далее содержит оговорку, исключающую из числа тех, к кому он относится, людей, совершивших пять злодеяний и возводящих хулу на истинную Дхарму. Данная оговорка, однако, традиционно поясняется ссылкой на другой текст из «Трёхчастного канона Чистой земли» — «Амитаюрдхьяна сутру», где прямо говорится, что подобные люди, если они встретят перед смертью хорошего учителя и десятикратно призовут по его совету имя этого Будды, всё же смогут родиться в Чистой земле, только время их пребывания в закрытом бутоне лотоса будет намного больше, чем у всех остальных.

### Современные китайские пересказы
Среди современных пересказов этой сутры на китайском языке большой популярностью пользуется произведение буддиста-мирянина по имени Ся Ляньцзюй (夏蓮居, 1884–1965) под названием «Проповедованная Буддой махаянская сутра величественного, чистого, спокойного, ровного и равного просветления [Будды] Амитаюса» (кит. Фо шо Да чэн Уляншоу чжуан янь цин цзин пин дэн цзюэ цзин 佛說大乘無量壽莊嚴淸淨平等覺經). Этот популярный сводный пересказ пяти версий «Большой Сукхавативьюха сутры» даёт общее представление о содержании исходных канонических текстов, но существенно расходится с ними в изложении конкретных эпизодов. В буддийский канон (Трипитаку) данный текст не входит.

## Русские переводы
Имеется полный русский перевод «Проповедованной Буддой сутры Амитаюса», осуществлённый с канонического текста Кан Сэнкая. Кроме того, на русском языке опубликован перевод современного китайского пересказа этой сутры, выполненного Ся Ляньцзюем.

### На русском языке
- Избранные сутры китайского буддизма / пер. с кит. Д. В. Поповцева, К. Ю. Солонина, Е. А. Торчинова ; [отв. ред. Е. А. Торчинов]. — 2-е изд., стереотипное. — Санкт-Петербург : Наука, 2007. — 461, [3] с.
- Поповцев Д. В. Сокровищница татхагаты : Буддийские сутры в русских переводах / [сост. и вступит. ст. Д. В. Поповцева]. — Санкт-Петербург : Евразия, 2018. — 415, [1] с.
- Проповедованная Буддой сутра Амитаюса (Фо шо Уляншоу цзин) : «Большая Сукхавативьюха сутра» в китайском переводе Кан Сэнкая / пер. с кит., вступ. статья, коммент. и указ. Ю. В. Болтач. — Санкт-Петербург : ИД « Гиперион», 2021. — 232 с.

### На китайском языке
- Да бао цзи цзин 大寶積經 (Сутра великой груды драгоценностей) // Тайсё̄ синсю̄ Дайдзо̄кё̄ 大正新修大藏經 (Трипитака, вновь исправленная в [годы] Тайсё̄). Т. 11. — Токио 東京 : Тайсё̄ синсю̄ Дайдзо̄кё̄ канко̄ кай 大正新修大藏經刊行會, 1925. — № 310. — С. 1–686.
- Фо шо Амито Саньесаньфо Салоуфотань го ду жэнь дао цзин 佛說阿彌陀三耶三佛薩樓佛檀過度人道經 (Проповедованная Буддой сутра [о том], [как] Равно-совершенно пробудившийся-самьяксамбудда, Истинно пробудившийся-сарвабудда Амитабха полностью выводит [рождённых] на пути людей [из круговорота рождения и смерти]) // Тайсё̄ синсю̄ Дайдзо̄кё̄ 大正新修大藏經 (Трипитака, вновь исправленная в [годы] Тайсё̄). Т. 12. — Токио 東京 : Тайсё̄ синсю̄ Дайдзо̄кё̄ канко̄ кай 大正新修大藏經刊行會, 1925. — № 362. — С. 300–317.
- Фо шо Да чэн Уляншоу чжуан янь цзин 佛說大乘無量壽莊嚴經 (Проповедованная Буддой сутра Великой колесницы о могуществе и величии Амитаюса) // Тайсё̄ синсю̄ Дайдзо̄кё̄ 大正新修大藏經 (Трипитака, вновь исправленная в [годы] Тайсё̄). Т. 12. — Токио 東京 : Тайсё̄ синсю̄ Дайдзо̄кё̄ канко̄ кай 大正新修大藏經刊行會, 1925. — № 363. — С. 318–326.
- Фо шо Улян цин цзин пин дэн цзюэ цзин 佛說無量淸淨平等覺經 (Проповедованная Буддой сутра [обрётшего] неомрачённую чистоту, ровно и равно пробудившегося Амитаюса) // Тайсё̄ синсю̄ Дайдзо̄кё̄ 大正新修大藏經 (Трипитака, вновь исправленная в [годы] Тайсё̄). Т. 12. — Токио 東京 : Тайсё̄ синсю̄ Дайдзо̄кё̄ канко̄ кай 大正新修大藏經刊行會, 1925. — № 361. — С. 279–299.
- Фо шо Да чэн Уляншоу чжуан янь цин цзин пин дэн цзюэ цзин : Дацзы чжуинь чжэнти шупай цзинсяобэнь 佛說大乘無量壽莊嚴淸淨平等覺經。大字注音正體豎排精校本 (Проповедованная Буддой махаянская сутра величественного, чистого, спокойного, ровного и равного просветления [Будды] Амитаюса : Исправленное и откорректированное издание с крупным шрифтом, фонетической транскрипцией, полными формами [иероглифов] и вертикальным [направлением] строк) / Чжунхуа вэньхуа цзянтан 中華文化講堂 (Лекторий китайской культуры). — Пекин 北京: Туаньцзе чубаньшэ 團結出版社, 2014. — [4], 5, [1], 4, 4, 135, [2] с.
- Фо шо Уляншоу цзин 佛說無量壽經 (Проповедованная Буддой сутра Амитаюса) // Тайсё̄ синсю̄ Дайдзо̄кё̄ 大正新修大藏經 (Трипитака, вновь исправленная в [годы] Тайсё̄). Т. 12. — Токио 東京 : Тайсё̄ синсю̄ Дайдзо̄кё̄ канко̄ кай 大正新修大藏經刊行會, 1925. — № 360. — С. 265–279.

### На английском языке
- The Sacred Books of the East / translated by various oriental scholars and edited by F. Max Müller. Vol. XLIX : Buddhist Mahâyâna Texts. Part II. — Oxford : At the Clarendon Press, 1894. — xxvi, [2], 208, 7, [1] p.